# Tommy Olivencia
Tommy Olivencia (* 15. Mai 1938 in Santurce, Puerto Rico; † 23. September 2006 in San Juan, Puerto Rico), mit bürgerlichem Namen Ángel Tomás Olivencia Pagán, war ein puerto-ricanischer Salsamusiker. Tommy Olivencia prägte den Musikstil des Salsa Boricua und der Música Tropical und beeinflusste in seiner über 30 Jahre langen Wirkungszeit Künstler wie Marvin Santiago, Paquito Guzmán, Lalo Rodríguez, Gilberto Santa Rosa, Frankie Ruiz und Hector Tricoche.

## Leben
Tommy Olivencia begann als Sänger im Alter von 16 Jahren. Später spielte er Trompete und übernahm die Leitung verschiedener Combos. Sein erstes Orquester in den 1960er Jahren hieß Tommy Olivencia y La Primerísima Orquesta de Puerto Rico.
Seit dem Jahr 1978 arbeitete er mit vier Trompetern und zwei Posaunisten, die einen eigenwilligen Musikstil, zusammen mit melodischen Komponenten und Swing, kreierten. Olivencia produzierte für verschiedene meist eigene Plattenlabels wie zum Beispiel Tioly, Inca Records, Capitol/Emi Latin oder TH (TopHits) Records. Seit dem Jahr 1990 gehörten Tommy Olivencia und sein Orquester zu den populärsten Salsagruppen Puerto Rico. Seine ersten Sänger waren Chamaco Ramírez und Paquito Guzmán, von denen Guzmán später eine Karriere als Solointerpret begann. Kurz nach Erscheinen des Songs "Alive and Kicking" verstarb Chamaco Ramírez nach Drogenmissbrauch.
Von 1975 bis 1976 war Paquito Guzmán der zweite Sänger in der Band Tommy Olivencia y su Combo und war Mitte der 1980er Jahre mit einer der Trendsetter für den Musikstil der Salsa Romántica beziehungsweise Salsa Erótica. Die Musik von Tommy Olivencia war richtungsweisend für viele talentierte Salsakünstler. Zu den größten Erfolgen von Olivencia gehörten Songs wie “Planté Bandera”, “El Negro Chombo”, “Evelio y La Rumba”, “Lobo Domesticado”, “Lapiz de Carmín”, “Viajera”, “Primero Fui Yo”, “No Tires La Primera Piedra” u. a., die von späteren Sängern und Gruppen häufig gecovert wurden.
Nach einer schweren Diabetes verstarb Tommy Olivencia 2006 an Herzversagen.

## Diskografie
- La Nueva Sensación de Puerto Rico (1965)
- Jala-Jala y Guaguancó (1966)
- Fire-Fire / Fuego-Fuego (1967)
- A Toda Máquina...! (1968)
- Cueros...Salsa y Sentimiento (1971)
- Secuestro (1972)
- Juntos de Nuevo (1974)
- Planté Bandera (1975)
- Introducing: Lalo Rodríguez & Simón Pérez (1976)
- El Negro Chombo (1977)
- La Primerísima (1978)
- Sweat Trumpet Hot "Salsa" (1978)
- Tommy Olivencia & his Orchestra (1979)
- Un Triángulo de Triunfo (1981)
- Cantan: Frankie Ruiz & Carlos Alexis (1983)
- Celebrando Otro Aniversario (1984)
- Ayer, Hoy, Mañana y Siempre (1985)
- 30th Anniversary (1987)
- El Jeque (1988)
- Enamorado... y Que! (1990)
- Vive la Leyenda (1998)
- 40 Aniversario (2001)

## Preise und Auszeichnungen
- Auszeichnungen für die Verdienste an der puerto-ricanischen Musik vom Senat von Puerto Rico
- Cordero de Oro und El Buho de Oro Awards in Panama
- Golden Agueybana Award, Puerto Rico
- November 11 Award, Kolumbien